# Marinha de Guerra Angolana
A Marinha de Guerra Angolana (MGA) é o ramo naval das Forças Armadas Angolanas, que tem a missão de proteger os 1 600 quilómetros da faixa costeira de Angola. Tem aproximadamente mil efetivos.

## História
A Marinha angolana foi criada a 10 de julho de 1976,   após o término do primeiro curso de especialistas navais ministrados pelos especialistas cubanos, na Base Naval de Luanda. Na altura da criação da Marinha, o primeiro presidente de Angola proferiu um importante discurso de que apresentamos algumas citações:.. Eu insisto nesta necessidade de defesa…Nós temos diante de nós um facto que não devemos também esquecer, é que para proteger o nosso território nacional esta Marinha é necessária, e já foi feito um bom trabalho. Os camaradas conseguiram pôr a funcionar a Marinha, recuperaram algumas unidades navais, e já as puseram ao serviço da nossa Pátria. A protecção das nossas águas territoriais onde até agora têm vindo a piratear muitos navios estrangeiros, que fazem a pesca como os camaradas sabem, é um facto que nós devemos evitar no futuro, devemos neutralizar aqueles que querem de qualquer maneira roubar o que existe no nosso país, ou que pretenderão,  talvez, através do mar atacar o nosso país. Este discurso foi sem dúvida decisivo, porque o Dr. Agostinho Neto, demonstrava uma visão estratégica, que tinha no mar um recurso não negligenciável pelas suas potencialidades económicas e pelas ameaças e riscos existentes.
A Marinha Angolana na época herdou do espólio da Marinha colonial Portuguesa o seguinte: doze lanchas de patrulha e fiscalização das classes ARGOS e BELLATRIX (ESCORPIÃO, LIRA, PÉGASO, CENTAURO, ORÍON, JÚPITER, ALTAIR, VÉNUS, FOMALHAUT, PÓLUX, RÍGEL e ESPIGA); navio hidrográfico (CARVALHO ARAÚJO); dois navios de desembarque médio (ALFANGE e ARÍETE); duas lanchas de desembarque médiaas (408 e 409); e uma lancha de desembarque pequena.
Nos anos subsequentes e de uma forma faseada até os anos 90 do seculo XX, foram sendo aumentadas à Marinha diversas unidades navais de superfície de origem soviética e espanhola, para além de outra técnica naval: quatro lanchas torpedeiras com a respectiva oficina de montagem e reparação de torpedos; três navios de desembarque; seis lanchas lança mísseis e respectiva posição técnica de mísseis; duas lanchas draga-minas; uma lancha de fiscalização; quatro lanchas de patrulha; uma aeronave de patrulha marítima e estações de radar de observação costeira com cobertura de toda costa. Não foi descurada a formação integral do homem em diversas especialidades de marinha. Como nota de realce,  todo armamento e equipamento é  mantido e operado por angolanos.
As forças navais angolanas participaram da Guerra Civil Angolana que ocorreu entre 1975 a 2002. E comemorou o seu trigésimo quinto aniversário em 2012. O vice-almirante da Marinha dos Estados Unidos, Harry B. Harris Jr., então comandante da Sexta Frota dos Estados Unidos, participou da comemoração de trinta e cinco anos da Marinha de Guerra Angolana em Luanda, Angola, a 10 de julho de 2012.
A riqueza petrolífera de Angola permitiu modernizar as suas forças navais, já que a maioria da frota existente foram exportadas da Marinha Soviética na década de 1980. Foi relatado em 2009 que Angola esperava assinar um acordo de oitocentos milhões de dólares estado-unidenses com a Alemanha para três novas lanchas rápidas para a proteção aduaneira do território, provavelmente um Lurssen PV80. Eles ainda estavam tentando completar o acordo em 2011, mas não houve nenhuma palavra sobre isso desde então.
Em dezembro de 2013, foi relatado que Angola comprou um pacote de navios antigos da Armada Espanhola, incluindo o porta-aviões Príncipe de Asturias (R-11), um pequeno transportador (16 000 toneladas) de Harrier, para ser transferido juntamente com o Pizarro (L42), um navio de desembarque da classe Newport, Diana (F32), uma corveta da classe Descubierta transformada em navio de guerra de minas de suporte, Chilreu (P61), o principal navio da sua classe de navios de patrulha oceânica, e Ízaro (P27), um navio de patrulha da classe Anaga.

## Estrutura
- Instituto Superior Naval de Guerra (INSG)
- Academia Naval
- Escola de Especialistas Navais
- 3 Companhias Radiotécnicas de Observação Costeira (CRTOC)
- 1 Unidade de Infantaria Naval - 1 Batalhão de Infantaria Ligeira (4 Companhias da Marinha, 1 Unidade da Polícia Naval, 1 Unidade de Operações Anfíbias)
- Forças Especiais, armamento pesado, francoatiradores, unidades de embarque, e uma secção de blindados.[8]